# Крузини-Чинарка
Крузини-Чинарка (фр. Cruzini-Cinarca) — упразднённый кантон во Франции, находился в регионе Корсика, департамент Южная Корсика. Входил в состав округа Аяччо.
Код INSEE кантона — 2A51. Всего в кантон Крузини-Чинарка входило 13 коммун, из них главной коммуной являлся Сари-д’Орчино. В 2015 году они вошли в кантон Севи-Сорру-Чинарка. 

## Коммуны кантона
| Коммуна              | Население, чел. (1999) | Почтовый индекс | Код INSEE |
| -------------------- | ---------------------- | --------------- | --------- |
| Амбьенья             | 43                     | 20151           | 2A014     |
| Арро                 | 51                     | 20151           | 2A022     |
| Аццана               | 56                     | 20121           | 2A027     |
| Казальоне            | 292                    | 20111           | 2A070     |
| Калькатоджо          | 356                    | 20111           | 2A048     |
| Каннель              | 32                     | 20151           | 2A060     |
| Лопинья              | 112                    | 20139           | 2A144     |
| Пастриччола          | 81                     | 20121           | 2A204     |
| Рецца                | 49                     | 20121           | 2A259     |
| Розация              | 81                     | 20121           | 2A262     |
| Саличе               | 73                     | 20121           | 2A266     |
| Сант’Андреа-д’Орчино | 71                     | 20151           | 2A295     |
| Сари-д’Орчино        | 259                    | 20151           | 2A270     |

## Население
Население кантона на 2008 год составляло 1877 человек.
| 1962  | 1968  | 1975  | 1982  | 1990  | 1999  | 2006 | 2007 | 2008  |
| ----- | ----- | ----- | ----- | ----- | ----- | ---- | ---- | ----- |
| 2 060 | 2 320 | 1 961 | 1 561 | 1 512 | 1 556 | —    | —    | 1 877 |